# Carlos Xabier Pascual Luca de Tena
Carlos Xabier Pascual Luca de Tena, conegut com a Xabi Pascual, (Bilbao, País Basc, 9 de juliol de 1981), és un futbolista basc. Juga de porter.
Ha jugat al Gimnàstic de Tarragona a la Segona divisió espanyola de futbol.